# Leiothrix
A Leiothrix a madarak osztályának verébalakúak (Passeriformes) rendjébe és a  Leiothrichidae családjába tartozó nem.

## Rendszerezésük
A nemet William John Swainson angol ornitológus írta le 1837-ben, jelenleg az alábbi 2 fajt sorolják ide:
- ezüstfülű napmadár (Leiothrix argentauris)
- piroscsőrű napmadár (Leiothrix lutea)

## Előfordulásuk
Ázsia déli részén honosak. A természetes élőhelyük a szubtrópusi vagy trópusi síkvidéki és hegyi erdők és cserjések, valamint ültetvények.

## Megjelenésük
Testhosszuk 15-17 centiméter közötti.